# Elecciones prefecturales en Tokio de 2009
Las elecciones prefecturales de la Asamblea Metropolitana de Tokio fueron realizados el 12 de julio de 2009. Estas elecciones fueron consideradas como una principal prueba para el primer ministro Taro Aso y la coalición gobernante del Partido Liberal Democrático de Japón y el Nuevo Kōmeitō, en la realización de las elecciones generales japonesas programadas para agosto. El Nuevo Komeito considera a Tokio como un importante bastión y han pedido repetidamente al primer ministro que no realice las dos elecciones en un tiempo muy corto.
La campaña comenzó el 3 de julio de 2009. Estuvieron habilitados 10,6 millones de votantes (más de 230.000 que en 2005) para elegir a 127 miembros de la Asamblea de 42 distritos electorales distribuidos en 1.868 centros de votación en Tokio. 221 candidatos se postularon y se registraron en la comisión electoral metropolitana de Tokio. El Partido Liberal Democrático y el Partido Democrático de Japón postularon 58 candidatos respectivamente, el Partido Comunista de Japón postuló 40 y el Nuevo Komeito presentó a 23 candidatos, aunque también decidieron apoyar al Partido Liberal Democrático en varios distritos. Entre los temas de campaña local se incluían la candidatura de Tokio para los Juegos Olímpicos de 2016 y el plan del gobernador Shintarō Ishihara de reubicar el mercado de pescado de Tsukiji en 2012.
Las elecciones legislativas en Tokio es una de las tres elecciones para asambleas prefecturales a nivel nacional que no se realizan en la "elección regional unificada" (tōitsu chihō senkyo), siendo las otras en la prefectura de Ibaraki y la prefectura de Okinawa.

## Resultados
Las votaciones finalizaron a las 8:00 p. m. JST. La asistencia fue mayor que la votación de 2005 y estuvo en un 54,5%. El Partido Democrático logró aumentar su presencia en 20 escaños y 54 de sus 58 candidatos fueron elegidos. El Partido Liberal Democrático perdió su estatus como partido más fuerte de la Asamblea Metropolitana por primera vez desde 1965. A pesar de su fuerte alianza con el Nuevo Kōmeitō, el bloque oficialista no podrá tener una mayoría absoluta (64 escaños).
| Partido                                  | Partido                   | Escaños obtenidos | Escaños previos | Diferencia |
| ---------------------------------------- | ------------------------- | ----------------- | --------------- | ---------- |
|                                          | Liberal Democrático       | 38                | 48              | -10        |
|                                          | Nuevo Kōmeitō             | 23                | 22              | +1         |
|                                          | Democrático               | 54                | 34              | +20        |
|                                          | Tokyo Seikatsusha Network | 2                 | 4               | -2         |
|                                          | Comunista                 | 8                 | 13              | -5         |
|                                          | Independientes            | 2                 | 4               | -2         |
| Total                                    | Total                     | 127               |                 |            |
| Fuente: Comisión electoral de Tokio, NHK |                           |                   |                 |            |